# Juan Ángel Rosso
Juan Ángel Rosso (Villa Carlos Paz, Provincia de Córdoba, 16 de junio de 1993) es un piloto argentino, de automovilismo de velocidad. Desarrolló su carrera deportiva a nivel nacional e internacional, compitiendo en categorías de monoplazas y turismos. Debutó en el año 2011 en la Fórmula Renault Plus de Argentina, para luego de dos años emigrar a Inglaterra, donde competiría en la Fórmula Ford británica, entre 2013 y 2014. Tras su paso por el exterior, retornó en el año 2015 a su país, donde comenzó a incursionar TC 2000, compitiendo dentro de la escuadra RAM Racing al comando de un Ford Focus III.
Entre sus relaciones personales, su padre es el expiloto Víctor Rosso, quien tuvo una trayectoria similar a la suya pero que decidió retirarse a mediados de la década del 90 para iniciarse como directivo, siendo fundador de las escuadras Pro Racing y RAM Racing.

## Carrera deportiva
Nacido en la localidad de Villa Carlos Paz, en el seno de una familia ligada al automovilismo por la presencia de su padre Víctor, Juan Ángel Rosso inició sus actividades en el ámbito del karting, compitiendo en categorías zonales de la localidad de Isla Verde, Córdoba. Sin embargo, no fue hasta llegados sus 17 años que tomó la decisión de encarar seriamente un proyecto deportivo, cuando en 2011 decidió debutar en la Fórmula Renault Plus, siendo partícipe de las 4 últimas fechas de esa temporada.
En 2012, no sólo disputó su primera y única temporada completa en esta categoría, sino que además se alzó con 2 triunfos que le permitieron cerrar el año en la séptima ubicación, siendo parte del equipo CRM Racing.
A pesar de haber tenido este inicio en su tierra natal, en 2013 tomó la decisión de emigrar a Europa donde se contactó con el ingeniero Sergio Rindland, quien llevó adelante las gestiones para su incorporación al Campeonato Británico de Fórmula Ford. En este campeonato, Rosso debutó dentro de la escudería Jamun Racing, donde disputó 27 de las 30 pruebas que componían el campeonato llevándose 11 podios. En este torneo, el joven cordobés se erigió como una de las revelaciones al cerrar el torneo en la tercera ubicación, muy cerca del subcampeonato, acumulando 591 puntos gracias a 3 triunfos obtenidos de manera consecutiva, en la última fecha corrida en Brands Hatch.
Su performance demostrada en 2013 le abrió las puertas a una segunda temporada en el Fórmula Ford, aunque en esta oportunidad siendo convocado por el equipo Radical. En esta temporada Rosso fue el único sudamericano en participar, no mostrando la performance del año anterior pero manteniéndose entre los principales protagonistas al conquistar 1 triunfo y 7 podios, que le pemitieron cerrar el campeonato en la cuarta colocación.

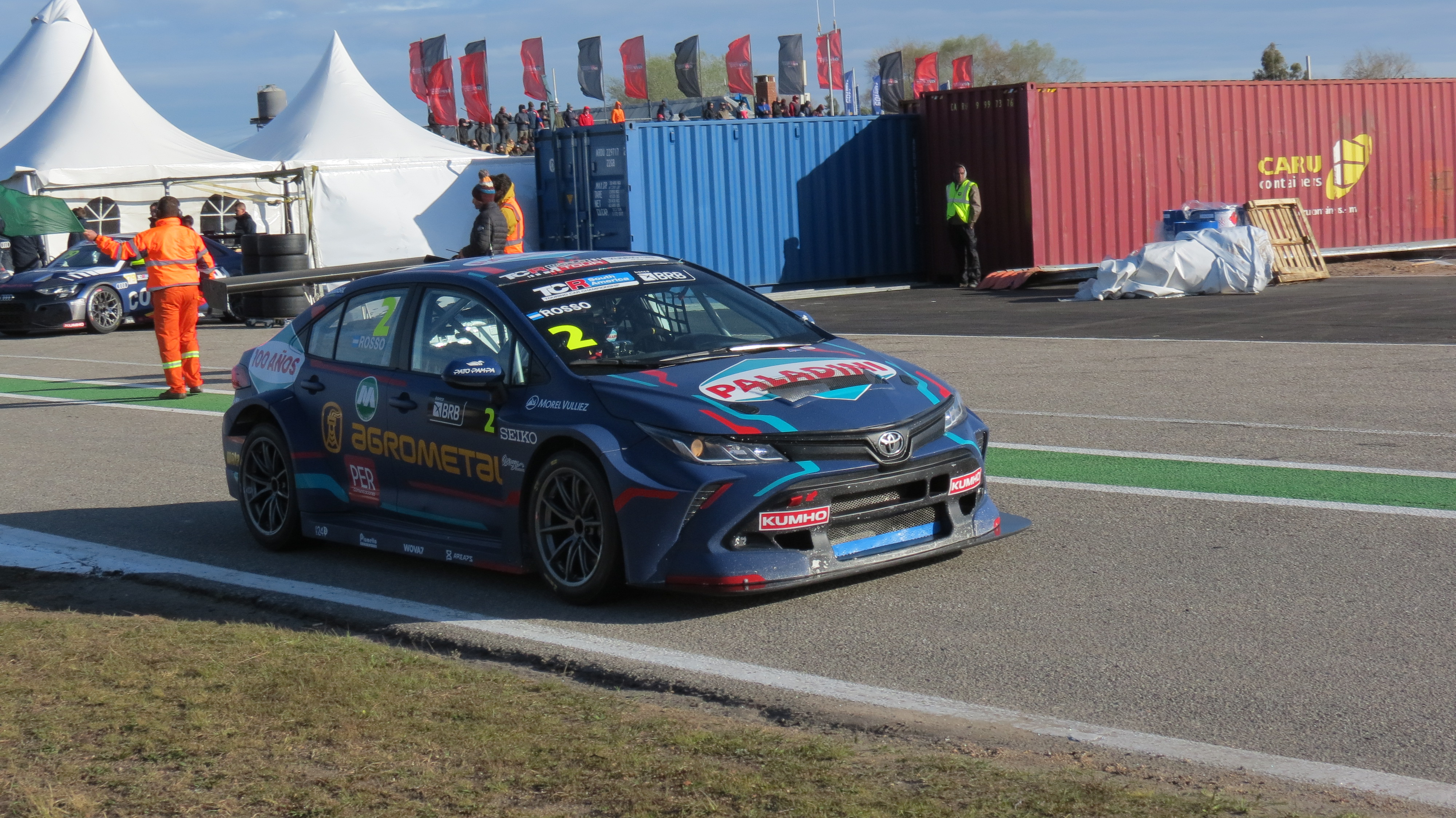
Toyota Corolla TCR de Rosso, de 2023.

Tras su paso por Europa, en 2015 decidió volver a su país siendo recibido en el equipo de su padre Víctor Rosso, con miras a su debut en TC 2000, donde el joven Rosso fue puesto a competir al comando de un Ford Focus III. En esta temporada, el equipo RAM Racing en general mostró un gran desempeño que permitió que todos sus pilotos cierren el año con una victoria. En el caso de Rosso la misma se dio en la competencia final de Río Cuarto, el 01 de noviembre de 2015, válida por la fecha 11.
Luego de su presentación, en el año 2016 desarrolló su segunda temporada completa en la especialidad, donde nuevamente se vería beneficiado por el potencial de la unidad puesta en pista por el RAM Racing. En esta temporada, Rosso engrosó su palmarés personal dentro de esta divisional alzándose con tres triunfos obtenidos en las competencias finales de San Jorge, Concordia y Alta Gracia, siendo esta última la competencia especial de las 100 millas de Alta Gracia donde compartió la conducción del coche con Fabián Yannantuoni. A pesar de estos resultados, no pudo repetir lo logrado en la temporada anterior cerrando el torneo en la quinta colocación.

## Resumen de carrera
| Temporada | Categoría                  | Equipo                       | Carreras     | Victorias    | Poles        | VR           | Podios       | Puntos       | Pos.         |
| --------- | -------------------------- | ---------------------------- | ------------ | ------------ | ------------ | ------------ | ------------ | ------------ | ------------ |
| 2011      | Fórmula Renault Plus       | HRC Pro-team                 | 4            | 0            | 0            | 0            | 0            | 34           | 26.º         |
| 2012      | Fórmula Renault Plus       | CRM Racing                   | 12           | 2            | 1            | 2            | 2            | 187          | 7.º          |
| 2013      | Fórmula Ford Británica     | Jamun Racing                 | 27           | 3            | 2            | 2            | 11           | 591          | 3.º          |
| 2014      | Fórmula Ford Británica     | Radical Motorsport           | 30           | 1            | 0            | 0            | 8            | 561          | 4.º          |
| 2015      | TC 2000                    | RAM Racing Team Paladini     | 21           | 1            | 1            | 0            | 1            | 50           | 18.º         |
| 2016      | TC 2000                    | Escudería Fela               | 22           | 3            | 3            | 0            | 4            | 261.5        | 5.º          |
| 2017      | TC 2000                    | Escudería Fela               | 2            | 0            | 0            | 0            | 1            | -            | -            |
| 2017      | Súper TC 2000              | Escudería Fela               | 12           | 0            | 0            | 1            | 1            | 44           | 19.º         |
| 2018      | Súper TC 2000              | Team Peugeot Total Argentina | 1            | 0            | 0            | 0            | 0            | -            | -            |
| 2018      | Turismo Nacional - Clase 3 | Team Peugeot Total Argentina | 12           | 0            | 0            | 0            | 0            | 35           | 30.º         |
| 2019      | Súper TC 2000              | Honda Racing                 | 13           | 0            | 0            | 0            | 0            | 4            | 18.º         |
| 2020      | Súper TC 2000              | Puma Energy Honda Racing     | 19           | 0            | 0            | 0            | 2            | 12           | 19.º         |
| 2021      | Súper TC 2000              | Puma Energy Honda Racing     | 22           | 0            | 0            | 0            | 2            | 45           | 10.º         |
| 2021      | TCR South America          | Squadra Martino              | 1            | 0            | 1            | 0            | 1            | 45           | 16.º         |
| 2022      | TCR South America          | Squadra Martino              | 13           | 4            | 2            | 3            | 7            | 460          | 2.º          |
| 2022      | Turismo Nacional - Clase 3 | Martos Competición           | 1            | 0            | 0            | 0            | 0            | -            | -            |
| 2023      | TCR Spain                  | Comtoyou Racing              | 2            | 1            | 0            | 0            | 2            | 82           | 10.º         |
| 2023      | TCR South America          | Paladini Racing              | 19           | 0            | 1            | 1            | 7            | 370          | 4.º          |
| 2023      | TCR Brasil                 | Paladini Racing              | 11           | 0            | 0            | 1            | 7            | 248          | 4.º          |
| 2023      | TCR World Tour             | Paladini Racing              | 4            | 0            | 0            | 0            | 0            | 23           | 22.º         |
| 2024      | TCR Brasil                 | Paladini Racing              | 8            | 1            | 0            | 0            | 4            | 173          | 4.º          |
| 2024      | TCR World Tour             | Paladini Racing              | Disputándose | Disputándose | Disputándose | Disputándose | Disputándose | Disputándose | Disputándose |
| Fuente:   |                            |                              |              |              |              |              |              |              |              |

## Resultados

### TC 2000
| Año  | Equipo                   | Auto           | 1    | 2    | 3     | 4     | 5    | 6    | 7     | 8     | 9   | 10   | 11    | 12  | 13    | 14     | 15     | 16     | 17  | 18  | 19  | 20     | 21  | 22  | 23  | Res. | Puntos |
| ---- | ------------------------ | -------------- | ---- | ---- | ----- | ----- | ---- | ---- | ----- | ----- | --- | ---- | ----- | --- | ----- | ------ | ------ | ------ | --- | --- | --- | ------ | --- | --- | --- | ---- | ------ |
| 2015 |                          |                | AG   | AG   | CON   | CON   | BA   | BA   | MER   | JUN   | JUN | LP I | LP I  | NDJ | RAF   | RAF    | LP II  | LP II  | SL  | SL  | RC  | RC     | CDU | CDU |     | 19.º | 50     |
| 2015 | RAM Racing Team Paladini | Ford Focus III | 18   | 11   | 16    | 9     | Ex.  | Ex.  | Ret   | Ex.   | 20† | 11   | 23    | 11  | 12    | 16     | 23     | 17     | 19  | 16  | 8   | 1      | 17  | Ret |     | 19.º | 50     |
| 2016 |                          |                | SMM  | SMM  | CON I | CON I | BA I | BA I | SJO   | SJO   | LP  | LP   | CDU   | CDU | BA II | BA II  | CON II | CON II | RAF | RAF | AG  | RC     | RC  | PAR | PAR | 5.º  | 261,5  |
| 2016 | Escudería Fela           | Ford Focus III | Ret  | 17   | 8     | Ret   | 6    | 4    | 6     | 1     | 11  | 11   | 10    | 12  | 7     | 7      | 8      | 1      | 11  | 12  | 1   | 9      | 3   | 13  | 14  | 5.º  | 261,5  |
| 2017 |                          |                | AG I | AG I | BA I  | BA I  | CDU  | CDU  | PAR I | PAR I | RC  | RC   | BA II | SL  | SL    | PAR II | PAR II | AG II  | SMM | CON | CON | BA III |     |     |     | -    | -      |
| 2017 | Escudería Fela           | Ford Focus III |      |      |       |       |      |      |       |       |     |      | 7     |     |       |        |        | 2      |     |     |     |        |     |     |     | -    | -      |

### Súper TC 2000
| Año  | Equipo                       | Auto           | 1    | 2    | 3     | 4     | 5    | 6    | 7     | 8     | 9      | 10     | 11    | 12    | 13    | 14  | 15    | 16  | 17   | 18   | 19    | 20    | 21    | 22   | Res. | Puntos |
| ---- | ---------------------------- | -------------- | ---- | ---- | ----- | ----- | ---- | ---- | ----- | ----- | ------ | ------ | ----- | ----- | ----- | --- | ----- | --- | ---- | ---- | ----- | ----- | ----- | ---- | ---- | ------ |
| 2017 |                              |                | BA I | PDF  | SMM   | ROS   | ROS  | TRH  | RAF   | OBE   | SFE    | SFE    | BA II | SJU   | GR    | AG  |       |     |      |      |       |       |       |      | 19.º | 44     |
| 2017 | Escudería Fela               | Ford Focus III | 21   | 22†  | 19    | 16    | 21†  | 15   | Ret   | 15    | 16     | Ret    | 2     | 11    | 13    | 26  |       |     |      |      |       |       |       |      | 19.º | 44     |
| 2018 |                              |                | BA I | ROS  | ROS   | SMM   | PDF  | RAF  | SJU   | OBE   | SFE    | SFE    | TRH   | SNI   | BA II | AG  |       |     |      |      |       |       |       |      | -    | -      |
| 2018 | Team Peugeot Total Argentina | Peugeot 408 I  |      |      |       |       |      |      |       |       |        |        |       |       | 6     |     |       |     |      |      |       |       |       |      | -    | -      |
| 2019 |                              |                | AG   | GR   | VIL   | ROS   | PAR  | SAL  | SNI   | SJU   | SMM    | SMM    | BA    | RC    | CEN   |     |       |     |      |      |       |       |       |      | 18.º | 4      |
| 2019 | Honda Racing                 | Honda Civic X  | 14   | 13   | 9     | 13    | 17†  | 10   | 12    | 10    | 15     | 13     | 13    | 13    | 14    |     |       |     |      |      |       |       |       |      | 18.º | 4      |
| 2020 |                              |                | BA I | BA I | BA II | BA II | AG I | AG I | AG II | AG II | BA III | BA III | BA IV | BA IV | RC    | RC  | PAR   | PAR | BA V | BA V | BA VI |       |       |      | 19.º | 12     |
| 2020 | Puma Energy Honda Racing     | Honda Civic X  | 11   | Ret  | 3     | Ret   | 12   | 16   | 7     | 16    | 3      | Ret    | 13    | 13    | 13    | 11  | 17    | Ret | 13   | 11   | 17    |       |       |      | 19.º | 12     |
| 2021 |                              |                | BA I | BA I | BA II | BA II | AG   | AG   | SNI   | SNI   | BA III | BA III | PAR   | PAR   | TOA   | TOA | BA IV | VIL | VIL  | ROS  | ROS   | AG II | AG II | BA V | 10.º | 45     |
| 2021 | Puma Energy Honda Racing     | Honda Civic X  | 13   | 14   | 14    | 15    | 5    | 17†  | 9     | 12    | 2      | 3      | 14    | 10    | 12    | Ret | 4     | 13  | 14   | Ret  | 14    | 14    | 10    | 11   | 10.º | 45     |

### TCR South America
| Año  | Equipo          | Auto                         | 1     | 2   | 3   | 4   | 5   | 6      | 7      | 8   | 9   | 10  | 11  | 12  | 13  | 14  | 15  | 16  | 17  | 18  | 19  | Pos. | Pts. |
| ---- | --------------- | ---------------------------- | ----- | --- | --- | --- | --- | ------ | ------ | --- | --- | --- | --- | --- | --- | --- | --- | --- | --- | --- | --- | ---- | ---- |
| 2021 |                 |                              | INT   | INT | CUR | RIV | RIV | EPI    | EPI    | RCU | RCU | BA  | AG  | AG  | CDU | CDU |     |     |     |     |     | 16.º | 45   |
| 2021 | Squadra Martino | Honda Civic Type-R TCR (FK7) |       |     |     |     |     |        |        |     |     | 2   |     |     |     |     |     |     |     |     |     | 16.º | 45   |
| 2022 |                 |                              | VEL   | VEL | INT | GOI | GOI | RIV    | RIV    | EPI | EPI | TRH | BA  | BA  | VIL | VIL |     |     |     |     |     | 2°   | 460  |
| 2022 | Squadra Martino | Honda Civic Type-R TCR (FK7) | 3     | Ret | 3   | 7   | 5   | 1      | 1      | 1   | 10  | 11  | 2   | 9   | 5   | 1   |     |     |     |     |     | 2°   | 460  |
| 2023 |                 |                              | AG    | AG  | ROS | ROS | TRH | INT    | RIV    | RIV | EPI | EPI | LAP | LAP | VLP | VLP | VEL | VEL | CAS | CAS |     | 4°   | 370  |
| 2023 | Paladini Racing | Toyota Corolla GRS TCR       | Ret   | 13† | 7   | 5   | 20† | 4      | Ret    | 10  | 4   | 2   | 2   | Ret | 4   | 2   | 2   | 3   | 4   | 2   |     | 4°   | 370  |
| 2024 |                 |                              | INT I | CAS | CAS | VEL | VEL | INT II | INT II | EPI | EPI | MER | MER | TBD | TBD | BUE | BUE | TRH | TRH | ROS | ROS | °    |      |
| 2024 | Paladini Racing | Toyota Corolla GRS TCR       | 7     | 4   | 2   | 5   | 3   | 3      | 8      |     |     |     |     |     |     |     |     |     |     |     |     | °    |      |

### TCR Brasil
| Año  | Equipo          | Auto                   | 1     | 2   | 3   | 4   | 5   | 6   | 7   | 8      | 9      | 10  | 11  | Pos. | Pts. |
| ---- | --------------- | ---------------------- | ----- | --- | --- | --- | --- | --- | --- | ------ | ------ | --- | --- | ---- | ---- |
| 2023 |                 |                        | INT   | RIV | RIV | VLP | VLP | VEL | VEL | VEL    | VEL    | CAS | CAS | 4°   | 248  |
| 2023 | Paladini Racing | Toyota Corolla GRS TCR | 4     | Ret | 6   | 3   | 2   | 11  | 3   | 2      | 3      | 3   | 2   | 4°   | 248  |
| 2024 |                 |                        | INT I | CAS | CAS | CAS | CAS | VEL | VEL | INT II | INT II | BUE | BUE | °    |      |
| 2024 | Paladini Racing | Toyota Corolla GRS TCR | 6     | DNS | 1   | 4   | 2   | 4   | 3   | 3      | 4      |     |     | °    |      |

### TCR World Tour
(Clave) (negrita indica pole position) (cursiva indica vuelta rápida)

| Año  | Equipo          | Auto                   | 1   | 2   | 3   | 4   | 5   | 6   | 7   | 8   | 9   | 10  | 11  | 12  | 13  | 14  | 15  | 16  | 17  | 18  | 19  | 20  | Pos. | Pts. |
| ---- | --------------- | ---------------------- | --- | --- | --- | --- | --- | --- | --- | --- | --- | --- | --- | --- | --- | --- | --- | --- | --- | --- | --- | --- | ---- | ---- |
| 2023 |                 |                        | POR | POR | SPA | SPA | VAL | VAL | HUN | HUN | EPI | EPI | LAP | LAP | SID | SID | SID | BAT | BAT | BAT | MAC | MAC | 22°  | 23   |
| 2023 | Paladini Racing | Toyota Corolla GRS TCR |     |     |     |     |     |     |     |     | 13  | 11  | 7   | Ret |     |     |     |     |     |     |     |     | 22°  | 23   |
| 2024 |                 |                        | VAL | VAL | MAR | MAR | MID | MID | INT | INT | EPI | EPI | ZHU | ZHU | MAC | MAC |     |     |     |     |     |     | °    |      |
| 2024 | Paladini Racing | Toyota Corolla GRS TCR |     |     |     |     |     |     | 12  | 17  |     |     |     |     |     |     |     |     |     |     |     |     | °    |      |